# Сан Вали (Аризона)
Сан Вали (енгл. Sun Valley) насељено је место без административног статуса у америчкој савезној држави Аризона.

## Демографија
По попису из 2010. године број становника је 316.
| Група             | 2000.    | 2010.       |
| Белци             | 0 (0,0%) | 161 (50,9%) |
| Афроамериканци    | 0 (0,0%) | 1 (0,3%)    |
| Азијати           | 0 (0,0%) | 0 (0,0%)    |
| Хиспаноамериканци | 0 (0,0%) | 49 (15,5%)  |
| Укупно            | 0        | 316         |